# Sjövärnskåren Stockholm
Sjövärnskåren Stockholm (SVK 2), även SVK STO, är en lokal sjövärnskår inom Sjövärnskårernas Riksförbund (SVK RF) med bas i Stockholm. Sjövärnskåren Stockholm härstammar från 1914 men bildades i sin nuvarande form 2010. SVK 2 har en nära koppling till kamratföreningen Stockholms sjövärnsförening samt Märsgarns Båtförening som förvaltar en stor del av de båtar som används vid sommarskolan på Märsgarn.

## Historia

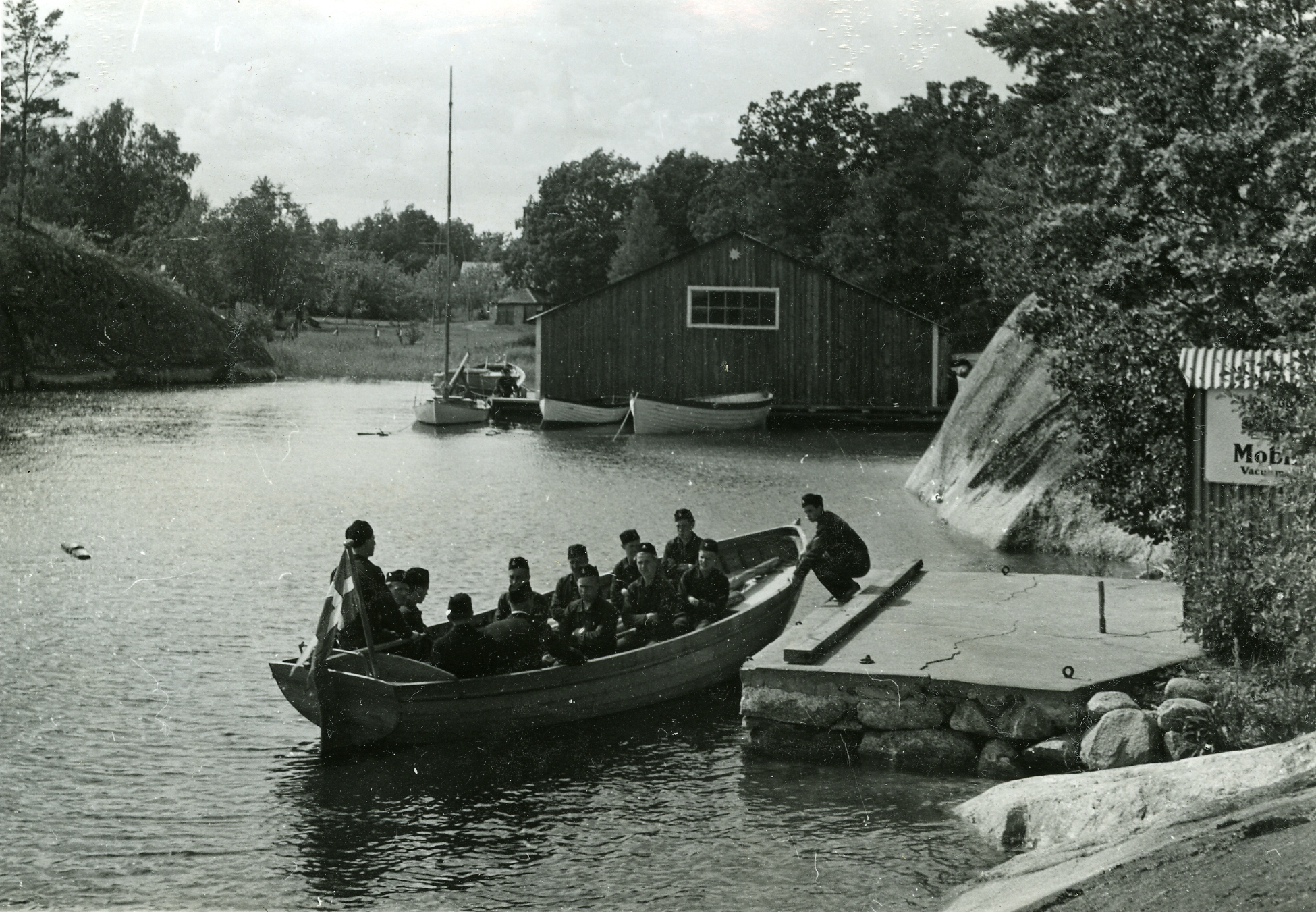
Roddexercis på Aspirantskolan Finnhamn 1942 (genomförd med Stockholms och Södertörns sjövärnsflottiljer).

1913 bildades det som idag är Göteborgs Sjövärnskår, med inspiration av detta och genom behovet mindre fartyg för tjänstgöring vid Oskar-Fredriksborg och Vaxholms fästning m.fl. efter Första Världskrigets utbrott, tog kontorschefen T. Bång och grosshandlaren B. Thorsell initiativet till att grunda Sveriges andra sjövärnskår, Stockholms Frivilliga Motorbåtsflottilj som sedan tillsammans med Göteborgs dito och flera andra påföljande år samlades i Sveriges Frivilliga Motorbåtskår (S.F.M.K.), numera SVK RF.
Efter att ha fört en ganska tynande frånvaro under de första åren efter Första Världskrigets slut blommade flottiljen upp på nytt från 1920-talets mitt och kom 1941 i samband med den allmänna omdaningen av S.F.M.K. att bli Stockholms Sjövärnsflottilj som då var ett militärt förband. En verksamhetsform som behölls till 1981 då man namnändrades till Stockholms Sjövärnskår och blev en civil förening inom SVK RF.
Stockholms SVK hade och har ett nära samarbete med Södertörns Sjövärnskår (SVK 7) och andra sjövärnsverksamheter i Stockholms län. Detta ledde till att man 2010 slog ihop Stockholms Sjövärnskår med Stockholms Kustartilleri- och Amfibiebefälsförening (Stockholms KAB) under det nya namnet Sjövärnskåren Stockholm. Ursprungligen var tanken att även Södertörns SVK skulle ingått i sammanslagningen men det blev inte så efter att de dragit sig ur projektet.

## Fartyg och båtar
SVK Stockholm har genom åren förfogat över flera olika fartygs- och båttyper, kåren förfogar (2015) över följande:
- Minarb 2 ("Blåminarben")
- SVK Vitsgarn (751), Bastransportbåt 700
- SVK Märsgarn (752), Bastransportbåt 700
- 2 st Tiohuggare, s.k. valbåtar (Furholmen och Röholmen)

Därtill kommer ett stort antal segelbåtar tillhöriga den till SVK 2 tätt knutna Märsgarns båtförening.

## Namn och beteckning
| Beteckning | Namn                                    | Aktiv     | Anmärkning                                 |
| ---------- | --------------------------------------- | --------- | ------------------------------------------ |
| SFMF       | Stockholms Frivilliga Motorbåtsflottilj | 1914-1941 | Omorganiserades 1941 till militärt förband |
| SVF 2      | Stockholms Sjövärnsflottilj             | 1941–1981 | Omorganiserades 1981 till civil förening   |
| SVK 2      | Stockholms Sjövärnskår                  | 1981-2010 | Sammanslogs 2010 med Stockholms KAB        |
| SVK 2      | Sjövärnskåren Stockholm                 | 2010-     |                                            |